# 在黑暗中說的鬼故事 (電影)
《在黑暗中說的鬼故事》（英語：Scary Stories to Tell in the Dark）是一部2019年美國和加拿大合拍的恐怖片，由安德烈·歐弗蘭多執導，吉勒摩·戴托羅監製，約翰·奧古斯特、丹和凱文·哈格曼撰寫劇本，改編自阿爾文·施瓦茨創作的同名兒童讀物系列。故事描述一名年輕的女孩將自己的遭遇寫成了一系列可怕的故事，但書中內容竟變成了真實，使撿走書的年輕人遭遇無法想像的恐怖。由佐伊·科萊蒂、麥可·加爾薩、蓋布瑞爾·拉許、奧斯汀·亞布蘭斯、迪恩·諾里斯、吉爾·貝羅斯及洛林·圖森主演。
哥倫比亞影業於2013年取得兒童讀物系列《在黑暗中說的鬼故事》的版權後打算將其改編成電影。2016年1月，該項目由CBS影業及戴托羅共同發展。歐弗蘭多被聘來執導該片後，主要拍攝於2018年8月27日到2018年11月1日間進行。
《在黑暗中說的鬼故事》在美國由獅門定於2019年8月9日上映。電影獲得正面為主的評價，其中以視覺效果和對怪物的型像塑造最受好評，但普遍也有評論認為情節設計存在著漏洞。

## 劇情
1968年，美國賓夕法尼亞州米爾谷小鎮，一名沉迷恐怖題材作品的業餘小說家史黛拉·尼科爾斯，在萬聖節當晚加入兩個摯友奧吉和查克行列，惡整本地惡霸湯米·米爾納卻反被他追逐。三人跑到汽車戲院躲入一輛車中，而車主拉蒙·莫羅拉斯僅是蒞臨小鎮但選擇幫他們解圍。作為答謝，三人拉著拉蒙前去參觀鎮上的“鬼屋”貝羅斯宅，講述貝羅斯家族曾經是小鎮創始者之一，直到長期住在地下室的一家之女莎拉下毒殺死許多鎮上小孩後，一家人從此銷聲匿跡而留下這間廢屋。湯米偷偷跟入屋子而將他們反鎖進地下室，跟他約會的查克姐姐露絲試圖勸阻他，卻也一同被他關進去。但不久，地下室門自動打開，眾人馬上離開，而史黛拉經不起好奇而拿走莎拉編寫的恐怖故事書。拉蒙出去發現湯米破壞他的汽車且留下種族歧視字眼，他只好在史黛拉家裡留宿一晚。
史黛拉閱讀一系列莎拉自寫的恐怖故事時，突然發現書中冒出原本不存在的一章《哈洛》，主角則名叫湯米。同一晚，湯米回他的農場家幫父母送貨，穿越玉米田抄近路時發現自己在繞圈子，而田地裡名為“哈洛”的稻草人突然自行動起來，拿草叉刺穿湯米的身體，使他整個人活生生變成一個稻草人。湯米隔天被通報失蹤，讀完故事的史黛拉感覺不是巧合，跑到湯米家的玉米田發現稻草人穿著湯米的外衣，但拉蒙由於前一晚跟湯米的衝突，不想引起太多注意而說服她不要亂想。史黛拉於是回屋子歸還故事書，但回家後卻發現書回到她桌子上，甚至自動用血寫出以奧吉為主角的新章節《大腳趾》。同一時間，奧吉發現自己正在吃的燉菜中出現一根腳趾，這時冒出一隻正在尋找腳趾的喪屍，躲入床底的奧吉最後仍被拖進黑暗中消失無蹤。
史黛拉一行人驚慌地認為她們也會死，到本地報社尋找貝羅斯家族的線索，首先得知莎拉自殺前曾學習過黑魔法，使整個家族集體被她寫入故事書中慘遭滅門。這時，書中出現以露絲為主角的新章節《紅點》，而露絲當時剛準備在學校參加公演，卻發現自己在貝羅斯宅時被蜘蛛在臉頰上叮咬的紅點持續擴大，乃至爆開釋出無數隻蜘蛛而使她驚嚇過度，史黛拉三人及時趕來靠倒水趕跑蜘蛛，但露絲很快被認為是妄想發作而送入精神病院。一行人來到莎拉上吊自殺時的本地醫院，潛入地下檔案室找到相關資料得知，莎拉曾被身為醫生的親哥哥伊法連執行過電痙攣療法，當成替罪羊來栽贓嫁禍，掩蓋她的家族經營的造紙廠的泵毒死鎮上小孩的真相。書中冒出查克的章節《噩夢》，當時在醫院迷路的查克遭到他童年噩夢中的蒼白女包圍，最後被她吸進肚子中消失。
史黛拉與拉蒙沒能救到查克，隨後因私闖醫院而被帶到警察局，杜納警長揭露拉蒙實為越戰逃兵役者，而拉蒙向史黛拉坦白他的哥哥參戰陣亡，遺體面目全非使他無法面對。這時書中出現以拉蒙為主角的新章節《我係堅強行者》，拉蒙得知出現的怪物將是他童年營火時聽過的恐怖故事中的「咆哮人」。獨身在警局的杜納警長很快被殺，咆哮人開始追殺拉蒙，但史黛拉偷到鑰匙讓他們開鎖逃跑。拉蒙決定獨自引開咆哮人時，史黛拉跑回貝羅斯宅準備用真相說服莎拉收手，但整間屋子以“幻境”形式變回荒廢前的輝煌樣子，史黛拉在幻境裡作為莎拉，親身經歷她被家人殘忍對待且扔進地下室囚禁。跑入屋子的拉蒙依然被咆哮人追趕，回到現實的史黛拉以真情流露方式與莎拉的亡魂交談，說服她如繼續殺戮則會證明她自己是怪物。
為了表達是真心實意，史黛拉用自己的血當作鋼筆墨水，在故事書上寫下莎拉實被陷害的真相之章節，讓莎拉的冤魂得到解脫而消失，咆哮人同樣消失而讓拉蒙得救。他們隨後團聚，彼此靠這件事學會永不放棄。拉蒙不再受陰影影響而參軍服役，史黛拉送走他前給他情書，答應會每天為他寫信。她隨後以小說方式公開莎拉的真相以兌現承諾，即使故事沒被所有人採信。史黛拉最後跟父親一起將康復中的露絲接出精神病院，決定繼續深入調查莎拉故事書的能力來源，認為這麼做便能帶回失蹤的查克與奧吉。

## 演員
- 柔伊·科萊蒂（英语：Zoe Colletti） 飾 史黛拉·尼科爾斯
- 麥可·加爾薩（英语：Michael Garza） 飾 拉蒙·摩拉里斯
- 奥斯汀·薩胡爾 飾 查克·史丹柏格
- 娜塔莉·甘多 飾 露絲·史丹柏格
- 蓋博瑞·拉許 飾 奧古斯特·「奧吉」·希德布蘭德
- 奥斯汀·艾布拉姆斯 飾 湯米·米爾納
- 凱薩琳·波拉德 飾 莎拉·貝羅斯
- 迪恩·諾里斯 飾 羅伊·尼科爾斯副官
- 吉爾·貝羅斯 飾 杜納警長
- 蘿琳·圖森（英语：Lorraine Toussaint） 飾 露薏絲·「露露」·巴帝斯特

### 怪物
- 傑維爾·伯特 飾 腳趾怪
- 特略伊·詹姆士 飾 咆哮人
  - 安德魯·傑克森（英语：Andrew Jackson (actor)） 配音 咆哮人
- 馬克·史塔格（英语：Mark Steger (actor)） 飾 稻草人哈洛／蒼白女

## 製作

### 發展
2013年，哥倫比亞影業獲得了阿爾文·施瓦茨創作的兒童讀物系列《在黑暗中說的鬼故事》版權，打算將其拍成一部電影。2014年，約翰·奧古斯特被製片商CBS影業雇來為該片撰寫劇本。
2016年1月14日，官方宣布，吉勒摩·戴托羅將為CBS影業發展該片並有望擔任導演，同時他還會和西恩·丹尼爾、傑森·F·布朗及伊麗莎白·葛雷夫共同製作。2016年2月，哥倫比亞聘請編劇兄弟檔丹和凱文·哈格曼來改寫奧古斯特的劇本草稿，在此前派屈克·梅爾頓和馬克斯·鄧斯坦也參與過劇本的創作。2017年12月，據報導，安德烈·歐弗蘭多將執導該片。
2018年4月，據報導，戴托羅將參與劇本的故事創作，CBS影業與Entertainment One將合力出資製作，並透過獅門在美國發行該片。

### 選角
2018年8月，佐伊·科萊蒂、麥可·加爾薩、奧斯汀·亞布蘭斯、蓋布瑞爾·拉許、奥斯汀·薩胡爾和娜塔莉·甘多加入演出陣容。2018年9月，迪恩·諾里斯、吉爾·貝羅斯、洛林·圖森與傑維爾·伯特簽約參演。

### 拍攝
主要拍攝於2018年8月27日開始進行，直至2018年11月1日在加拿大安大略省聖湯瑪士殺青。

## 發行
《在黑暗中說的鬼故事》定於2019年8月9日在美國上映，由獅門負責發行。該片於第五十三屆超級碗釋出首張宣傳海報及相關訊息。首支預告片於2019年3月28日發布，第二支預告片則發布於2019年6月3日。

## 外部連結
- 互联网电影数据库（IMDb）上《在黑暗中說的鬼故事》的资料（英文）
- 爛番茄上《在黑暗中說的鬼故事》的資料（英文）